# A noi le inglesine!
A noi le inglesine! (À nous les petites Anglaises) è un film del 1976 diretto da Michel Lang. Il film è stato distribuito anche con il titolo Avevamo 16 anni e ballavamo il rock'n roll (A noi le inglesine!).
È il primo film interpretato da Rémi Laurent, qui neanche ventenne.

## Trama
È il 1958. Alain et Jean-Pierre, amici e compagni di classe di liceo, a causa di una pessima prova d'Inglese all'esame di maturità, sono costretti dai genitori a passare le vacanze estive in Inghilterra per imparare la lingua di Shakespeare. I due partono con la speranza di rimorchiare le ragazze delle coste dell'Inghilterra del sud, ma una volta superata la Manica incontrano un nutrito gruppo di Francesi con i quali passano il resto delle vacanze. Tra questi Alain incontra una ragazza di cui si innamora e con cui vive momenti intensi, tra gelosie, feste e piccoli tradimenti.